# Кобзик, Франтишек
Франтишек Кобзик (чеш. František Kobzík; 22 марта 1914[…], Бржецлав — 7 мая 1944[…], Рудице) — чехословацкий гребец, выступавший за сборную Чехословакии по академической гребле в 1930-х годах. Один из гребцов чехословацкой восьмёрки на летних Олимпийских играх в Берлине. Погиб во время Второй мировой войны.

## Биография
Франтишек Кобзик родился 22 марта 1914 года в городе Бржецлав.
Наивысшего успеха в своей спортивной карьере добился в сезоне 1936 года, когда вошёл в состав чехословацкой национальной сборной и благодаря череде удачных выступлений удостоился права защищать честь страны на летних Олимпийских играх в Берлине. В составе экипажа-восьмёрки, куда также вошли гребцы Карел Брандштеттер, Павел Парак, Ян Голобрадек, Ладислав Смолик, Франтишек Шир, Рудольф Баранек, Антонин Грстка и рулевой Бедржих Прохазка, занял последнее пятое место на предварительном квалификационном этапе и в дополнительном отборочном заезде так же выступил неудачно. Таким образом, в решающем финальном заезде участия не принимал.
Во время немецкой оккупации Чехословакии Кобзик покинул страну и присоединился к Французскому Иностранному легиону, в составе которого проходил подготовку на базе в Сиди-Бель-Аббес. После капитуляции Франции эвакуировался в Англию, где вступил в ряды Чехословацкой армии за границей. Прошёл парашютно-десантную подготовку в Шотландии и в ночь с 12 по 13 апреля 1944 года десантировался недалеко от деревни Ваценовице в Моравской Словакии. Вместе со своим напарником Кобзик добрался до деревни Рудице, но 7 мая один из местных жителей обнаружил его спрятавшимся на сеновале и сообщил людям из Протектората. Чтобы не попасть в плен, после короткой перестрелки окружённые полицией бойцы приняли решение совершить самоубийство.
20 октября 1945 года Франтишек Кобзик был посмертно награждён Чехословацким Военным крестом.